# Grad Osaka
Grad Osaka (大坂城 ali 大阪城, Ōsaka-džō) je japonski grad v Čūō-ku, Osaka, Japonska. Grad je ena najbolj znanih japonskih znamenitosti in je igral pomembno vlogo pri združitvi Japonske v 16. stoletju obdobja Azuči-Momojama.

## Lega in opis
Glavni stolp gradu Osaka je na zemljišču, velikem približno en kvadratni kilometer. Zgrajen je na dveh dvignjenih ploščadih odlagališča, ki ju podpirajo strme stene iz rezanega kamna, z uporabo tehnike rezanja v obliki cvetov japonskega repinca (牛蒡積み, gobouzumi), od katerih vsaka gleda na jarek. Osrednja grajska stavba ima pet nadstropij na zunanji strani in osem nadstropij na notranji strani ter je zgrajena na visokem kamnitem temelju za zaščito svojih stanovalcev pred napadalci.
Glavni stolp je obdan z vrsto jarkov in obrambnih utrdb. Grad ima 2 jarka (notranji in zunanji). Notranji grajski jarek leži znotraj grajskega posestva in je sestavljen iz dveh vrst: mokrega (severovzhodnega) in suhega (jugozahodnega). Zunanji jarek medtem obdaja celotno grajsko ozemlje, označuje zunanje meje gradu in je sestavljen iz 4 posameznih odsekov, napolnjenih z vodo, od katerih vsak predstavlja kardinalno smer (sever, vzhod, jug, zahod).
Grajsko ozemlje, ki obsega približno 61.000 kvadratnih metrov, vsebuje naslednjih trinajst struktur, ki jih je japonska vlada označila za »pomembne kulturne dobrine«:
- Vrata Ote-mon
- Vrata Sakura-mon
- Stolp Ičiban-jagura
- Stolp Inui-yagura
- Stolp Rokuban-jagura
- Kupola Sengan
- Tamonska kupola
- Vodnjak Kinmeisui
- Skladišče Kinzo
- Enšogura skladišče smodnika
- Trije deli grajskega obzidja, ki so okoli vrat Ote-mon
- Megaliti na gradu vključujejo kamen hobotnica (Taiko-iši 蛸石) :je velik kamen blizu vrat Sakura.[3] Je eden največjih od številnih megalitov na gradu (glede na površino), meri 5,5 × 11,7 metra in tehta več kot 120 ton. Njegovo ime izhaja iz oblike hobotnice, ki je vidna v njenem spodnjem levem kotu.[4]

Zunanji jarek ima dve glavni nadzorni točki: vrata Aoja-mon (na severovzhodu) in vrata Ote-mon (na nasprotnem jugozahodu).
Med zunanjim in notranjim jarkom so: ostanki stolpa Fušhimi-jagura, skladišče smodnika Enšo-gura, Osaka Geihinkan, čajnica Hošoan, vrt Nišinomaru, stolp Sengan-jagura, stolp Tamon-jagura, ostanki stolpa Taiko-jagura, dvorana borilnih veščin Osaka Šudokan, svetišče Hokoku, stolp Ičiban-jagura (prvi stolp) in Slivov gaj.
Obstajata dve mesti za prečkanje notranjega jarka, most Gokuraku-baši (ki je na severu) in vrata Sakuramon (glavna stražarska točka na jugu).
Znotraj notranjega jarka je bil grad razdeljen na dve veliki območji: Hommaru (notranji zaliv) in zaliv Jamazato-Maru. V Hommaruju je glavni stolp, vodnjak Kimmeisui, japonski vrt, Takoiši (kamen hobotnice), vodnjak Gimmeisui, kompleks Miraiza Osakajo, hiša zakladov Kinzo in Timecapsule Expo'70. Medtem ko je znotraj Jamazato-Maru predgradja Trg označenih kamnov in spomenik v spomin na Hidejori in Jodo-dono, ki sta storila samomor«.

## Zgodovina
Leta 1583 je Tojotomi Hidejoši začel graditi na mestu templja Ikkō-ikki Išijame Hongan-džija. Osnovni načrt je bil oblikovan po gradu Azuči, sedežu Oda Nobunage. Hidejoši je želel zgraditi grad, ki bi bil podoben Nobunaginemu, vendar ga je v vseh pogledih presegel: načrt je vseboval petnadstropni glavni stolp s tremi dodatnimi nadstropji pod zemljo in zlate lističe na straneh stolpa, da bi naredili vtis na obiskovalce. Leta 1585 je bil dokončan Notranji donžon. Hidejoši je še naprej širil in širil grad, zaradi česar je postajal vedno bolj grozljiv za napadalce. Leta 1597 je bila gradnja končana in leto zatem je Hidejoši umrl. Grad Osaka je prešel v last njegovega sina Tojotomija Hidejorija.
Leta 1600 je Tokugava Iejasu premagal svoje nasprotnike v bitki pri Sekigahari in ustanovil svoj bakufu (tj. šogunat) v Edu. Leta 1614 je Tokugava pozimi napadel Hidejori in začel obleganje Osake. Čeprav so Tojotomijeve sile številčno prekašane približno dva proti ena, jim je uspelo ubraniti 200.000-glavo Tokugavovo vojsko in zaščititi zunanje obzidje gradu. Iejasu je dal zapolniti zunanji jarek gradu, s čimer je uničil eno od glavnih zunanjih obramb gradu.
Poleti 1615 je Hidejori začel obnavljati zunanji jarek. Iejasu je v ogorčenju znova poslal svojo vojsko na grad Osaka in 4. junija premagal Tojotomijeve branilce znotraj zunanjega obzidja.
Grad Osaka je pripadel klanu Tokugava, klan Tojotomi je propadel, Hidejori in Jodo-dono sta zagrešila sepuku, grajske stavbe so pogorele do tal.:153
Leta 1620 je novi dedič šogunata, Tokugava Hidetada, začel rekonstruirati in ponovno oboroževati grad Osaka. Zgradil je nov povišan glavni stolp, pet nadstropij na zunanji strani in osem nadstropij na notranji strani in dodelil nalogo gradnje novih zidov posameznim samurajskim klanom. Zidovi, zgrajeni v 1620-ih, še vedno stojijo in so narejeni iz prepletenih granitnih kamnov brez malte. Številni kamni so bili pripeljani iz kamnolomov v bližini Notranjega morja Seto in imajo vrezane grbe različnih družin, ki so jih prispevale.
Gradnja 5-nadstropnega tenšuja se je začela leta 1628 in je bila dokončana 2 leti kasneje, približno ob istem času kot preostala rekonstrukcija, in je sledila splošni postavitvi prvotne strukture Tojotomi.:153–157
Leta 1660 je strela vžgala skladišče smodnika in posledična eksplozija je zažgala grad.
Leta 1665 je strela udarila in zažgala tenšu.  Leta 1843 so po desetletjih zanemarjanja grad dobil zelo potrebna popravila, ko je bakufu zbral denar od ljudi v regiji za obnovo več stolpov.
Leta 1868 je grad Osaka padel in bil predan cesarskim lojalistom proti bakufuju. Velik del gradu je bil požgan v državljanskih spopadih okoli obnove Meidži.
Pod vlado Meidži je grad Osaka postal del arzenala vojske Osake (Osaka Hohei Košo), ki je izdeloval orožje, strelivo in eksplozive za japonsko hitro rastočo vojsko v zahodnem slogu.
Leta 1931 je bil zgrajen železobetonski tenšu.
Med drugo svetovno vojno je arzenal postal ena največjih vojaških orožarn, ki je zaposlovala 60.000 delavcev. Ameriški bombni napadi na arzenal so poškodovali rekonstruiran glavni grajski stolp in 14. avgusta 1945 uničili 90 % arzenala in ubili 382 ljudi, ki so tam delali.
Leta 1995 je vlada Osake odobrila še en obnovitveni projekt z namenom, da se glavnemu stolpu povrne njegov sijaj iz obdobja Edo. Leta 1997 je bila obnova končana. Grad je konkretna reprodukcija (vključno z dvigali) originala, notranjost pa je mišljena kot sodoben, delujoč muzej.

## V popularni kulturi
- V filmu Toho tokusacu iz leta 1955, Godzilla Raids Again, Godzillin boj z Anguirusom vodi na posestvo gradu. Sama struktura se zruši, ko Godzilla nanjo pripne Anguirusa.
- V filmu tokusacu iz leta 1966, Gamera proti Barugonu, je prvo srečanje naslovnih pošasti na mestu gradu.
- Grad se pojavi v dveh delih kultne televizijske serije tokusacsu iz leta 1966, Ultraman, kjer se naslovni junak bori s pošastjo Gomora na grajskem posestvu.
- Leta 1975 je britanski romanopisec James Clavell uporabil grad in njegovo okolico (okoli leta 1600) kot glavno prizorišče dogajanja za svoje najbolj znano delo zgodovinske fikcije, Šogun.
- Grad je bil predstavljen v finalu The Amazing Race 20, kjer je gostil Pit Stop.[7]